# الألوان الوطنية الصربية

العلم المدني لصربيا.

الألوان الوطنية لصربيا (النموذج الأولي).

الألوان الوطنية الصربية هي الأحمر والأزرق والأبيض، علم صربيا المعروف باسم تروبويكا (الألوان الثلاثة). تم تبني هذا العلم في عام 1835.